# Rectoria de Salitja
La Rectoria de Salitja és un edifici del poble de Salitja, al municipi de Vilobí d'Onyar (Selva). Forma part de l'Inventari del Patrimoni Arquitectònic de Catalunya.

## Descripció
La rectoria és un edifici format per un cos principal de tres plantes, coberta a dues vessants amb pendent a laterals i cornisa catalana. A la façana trobem un portal quadrangular amb llinda monolítica amb la data inscrita de 1756 i brancals de pedra. Al pis superior hi ha una obertura amb balcó amb barana de ferro forjat. Totes les obertures són de pedra amb l'ampit motllurat i una porta la data de 17?9. L'edifici ha sofert diverses ampliacions amb cossos adossats a banda i banda i a la part del darrere. Al costat dret hi ha un mur, que dona al carrer, que per la part del darrere sosté un porxo de tres arcs de mig punt fet de rajols que uneix la rectoria amb l'edifici anomenat Els Delmes. No se'n coneixen notícies històriques.